# 繆爾 (密歇根州)
繆爾（英語：Muir）是位於美國密歇根州愛奧尼亞縣萊昂斯鎮區的一個村。

## 人口
根據2020年美國人口普查的數據，繆爾的面積為1.96平方千米，當中陸地面積為1.84平方千米，而水域面積為0.12平方千米。當地共有人口646人，而人口密度為每平方千米329人。